# Pierre Bouvier (chanteur)
Pour les articles homonymes, voir Pierre Bouvier et Bouvier.
Pierre Bouvier (né à Montréal, au Québec, le 9 mai 1979) est un chanteur québécois connu pour être le leader du groupe de pop punk Simple Plan, composé aussi de Sébastien Lefebvre, Jeff Stinco ainsi que de Chuck Comeau. Pierre et Chuck se connaissent depuis l'école secondaire et ont d'ailleurs créé ensemble leur premier groupe de musique : Reset dont les premiers morceaux sont enregistrés en 1995. Pierre est originaire de Montréal (Île-Bizard) où vivent son père Réal et sa mère Louise. Il a aussi deux frères, Jayson et Jonathan.
Chez les Bouvier, on parle anglais, car toute la famille du côté maternel est anglophone, alors que du côté paternel, on parle français. Pierre a suivi ses études secondaires en français au Collège Beaubois. Il parle ainsi les deux langues, même s’il dit lui-même être plus à l’aise en anglais qu'en français. Il lui arrive cependant de chanter en français dans certaines versions des chansons de Simple Plan, telles que Jet Lag.
En plus d’être chanteur dans le groupe Simple Plan, Pierre écrit les paroles des chansons avec Chuck et joue de la guitare et du piano sur certains morceaux (Crazy et Untitled par exemple). Pierre a entre autres écrit, sur le dernier CD, Save You qui est en l'honneur de son frère Jayson qui était atteint d'un cancer. il a joué sur les guitares Hamer jusqu'en 2007.
Pierre a sa propre ligne de vêtements « Role Model Clothing » qu’il a créé avec Chuck Comeau et Patrick, ami, cadreur du groupe et webmaster du site officiel.
Il est marié à Lachelle Farrar avec qui il a eu deux petites filles : Lennon Rose (en octobre 2011) et Soren Bouvier (en mai 2013).
Le 7 mai 2021 GionnyScandal sort l'album Anti, dans lequel on retrouve une collaboration avec lui.